# Manuel Mujica Láinez
Manuel Bernabé Mujica Láinez (Buenos Aires, 11 de setembre del 1910 -La Cumbre, Córdoba, 21 d'abril del 1984) va ser un escriptor, crític d'art i periodista argentí. Era conegut en l'ambient literari porteny amb l'àlies «Manucho».
És reconegut pel seu cicle de novel·les històriques denominada La Saga Porteña conformada per Els ídols (1953), La casa (1954), Els viatgers (1955) i Convidats en El Paradís (1957), a més del seu cicle de novel·les històriques-fantàstiques constituïdes per Bomarzo (1962), L'unicorn (1965) i El laberint (1974). És cèlebre pels seus dos primers llibres de contes reunits en Aquí van viure (1949) i Misteriosa Buenos Aires (1950). La seva novel·la El laberint (1974) és considerada com una de les últimes novel·les pertanyents al realisme màgic en el continent.
Va rebre al llarg de la seva vida nombroses distincions i premis, entre els quals es destaquen la distinció d'Oficial de l'Ordre de les Arts i les Lletres (1964), la distinció de Comendador de l'Ordre de Mèrit (1967) oferta pel govern italià i la Legió d'Honor del Govern de França (1982). El 1964 rep el Premi John F. Kennedy per la seva novel·la Bomarzo compartit amb Julio Cortázar per la seva novel·la Rayuela.

## Biografia

### Origen familiar i primers anys
Manuel Mujica Láinez "Manucho" va néixer a Buenos Aires l'11 de setembre del 1910, a una família d'origen aristocràtic i emparentada amb les famílies patrícies i fundadores de l'Argentina. Era fill de Manuel Mujica Farías i Lucía Láinez Varela.
La seva mare, que dominava l'idioma francès, escrivia obres de teatre. Per això Manuel va tenir els seus començaments literaris als sis anys escrivint una obra de teatre. El pare era un home que "va ser una espècie de solterón sempre". Segons el mateix "Manucho", podria haver estat el seu avi i era un adinerat "clubman", ja que va ser el seu pare quan tenia 36 anys sent molt major d'edat que la mare.
El seu avi patern era Eleuterio Santos Mujica y Covarrubias —un descendent de Juan de Garay, qui va ser governador de Nova Andalusia del Riu de la Plata des de 1578 fins a 1583 i fundador de les ciutats de Santa Fe el 1573 i Buenos Aires el 1580— que li va inculcar l'amor a la terra natal. L'avi matern era Bernabé Láinez Cané, qui li va transmetre el gust per la literatura. L'àvia materna era Justa Varela, una neboda de Juan Cruz i Florencio Varela.
La infància de Manuel Mujica Láinez va estar molt influïda per un accident que va sofrir: sent molt nen va caure sobre una casserola amb aigua bullint, per la qual cosa es va cremar gran part del seu cos, i durant la seva convalescència les seves parentes, per consolar-ho, li explicaven contes, molts d'ells basats en anècdotes reals de la història argentina. D'aquesta manera, les seves quatre ties li van influir molt i sempre les va recordar amb molt afecte, com per exemple, Ana María Lainez li va influir amb el seu orientalisme, relatant-li creences d'Àsia. També va ser molt influent la seva àvia materna. Tenia un germà que després de criar-se a París es va dedicar a ser periodista als Estats Units.
El 1923, la seva família es va traslladar a Europa, un costum habitual de la classe alta de l'època. Van residir primer a París, on va estudiar a l'École Descartes i posteriorment a Londres, on va continuar la seva formació amb un tutor, Mr. White. Va tornar a Argentina l'any 1928, juntament amb el seu germà menor i el seu pare, i va acabar els seus estudis al Col·legi Nacional de San Isidro. Per insistència de la seva família, va començar la carrera de Dret, però la va abandonar el mateix any.

### Començaments de la seva carrera
El 1932 va accedir com a redactor al diari La Nación, inicialment en la secció de notícies de societat. Continuaria col·laborant tant a La Nació com a altres publicacions (com la revista El Hogar) com a crític d'art i cronista de viatges. Molts dels seus articles van ser recollits i publicats en llibre.
El 1936 es va casar amb Ana d'Alvear Ortiz Basualdo, també de família aristocràtica, amb qui tindria tres fills (Diego, Ana i Manuel). Aquest mateix any va publicar el seu primer llibre, Glosas castellanas, una sèrie d'assajos centrats majoritàriament en el Quixot.
El 1939 va publicar la seva primera novel·la, Don Galaz de Buenos Aires. Li segueixen les biografies del seu avantpassat Miguel Cané (pare) (1942) i dels poetes gauchescos Hilario Ascasubi (Vida de Aniceto el Gallo, 1943) i Estanislao del Campo (Vida de Anastasio el Pollo, 1947).

### Saga portenya
Entre el 1949 i el 1950 va publicar dos llibres de contes que, per la seva semblança de temes, formes i estil, marquen el començament de la seva maduresa literària. El primer, Aquí van viure, parla, a través de contes ambientats en diferents èpoques, de la història d'una casa de camp situada a San Isidro, des de la seva construcció fins a la seva demolició. El segon, Misteriosa Buenos Aires, segueix una estructura similar, encara que en lloc d'una casa recorre la història de la capital argentina, des de la seva fundació el 1536 fins a l'any del centenari de la Revolució de Maig, el 1910. Són contes en els quals es barregen successos històrics i personatges reals amb personatges ficticis, i van des del realisme històric fins al fantàstic. En tots dos llibres estan presents elements característics de la prosa de Mujica Láinez, els quals apareixeran també en les seves novel·les, com l'ús d'un llenguatge conreat i elegant sense arribar a ser ostentós o opac, l'interès per la història (tant argentina com europea) i el retrat de l'auge i la decadència de l'alta burgesia argentina.
Durant els anys següents va publicar una tetralogia coneguda com a Saga portenya o Cicle porteny: Los ídolos (1953), La casa (1954), Los viajeros (1955), i Convidats en El Paradís (1957). Són novel·les que poden llegir-se com a peces autònomes, en les quals evoca el món de l'aristocràcia argentina, des d'una perspectiva que molts consideren decadent. Un sector de la crítica fins i tot les considera com les millors de la seva producció, «no només per la seva magistral construcció literària, sinó també pel que contenen de testimoniatge profundament sentit. Són narracions lluminoses, poblades de personatges contemplats amb humor, amb mirada no feréstega ni demoledora sinó piadosa i fins i tot jovial.»

### Cicle europeu
Considerant esgotat el tema argentí, Mujica Láinez va guardar un silenci creatiu de cinc anys, durant els quals es va dedicar a viatjar pel món i escriure cròniques per a La Nación. L'experiència d'aquests viatges el va motivar a escriure una segona sèrie de novel·les històriques ambientades en Europa entre l'edat mitjana i el Renaixement, i que la crítica estrangera les considera les seves obres més assolides: Bomarzo (1962), El unicornio (1965) i El laberinto (1974).
Bomarzo és una història sobre el Renaixement italià narrada per un mort, Pier Francesco Orsini, el noble geperut que va donar nom als famosos i extravagants jardins italians de Bomarzo, coneguts com a Parc dels Monstres. En aquesta novel·la s'assisteix a la coronació de Carles I d'Espanya, a la batalla de Lepant, passant per les poc edificants costums de papes i personatges de l'època i crims de copa i punyal. És citada sovint com la més assolida de la sèrie, i la seva millor novel·la. Va servir de base per a una òpera, amb música d'Alberto Ginastera i llibret del mateix Mujica Láinez. Es va estrenar a Washington D. de C. el 1967 i va ser prohibida per la dictadura militar de Juan Carlos Onganía, per la qual cosa a l'Argentina no es va estrenar fins al 1972.
El unicornio està ambientada en l'edat mitjana francesa dels trobadors. El seu protagonista és la fada Melusina, víctima d'una maledicció per la qual, tots els dissabtes, adopta cos de serp i ales de ratapinyada; testimoni dels avatars de l'època de les Croades, segueix les peripècies dels seus fills de Lusignan fins a la presa de Jerusalem per Saladí.
El laberinto és protagonitzada per Ginés de Silva, el noi que sosté un ciri encès i mira a l'espectador en la part inferior del quadre L'enterrament del Comte de Orgaz d'El Greco, i en el qual, segons alguns autors, estaria retratat Jorge Manuel Theotocopuli, el fill d'El Greco. Aquesta novel·la presenta la societat espanyola en temps de Felip II de Castella, la seva esplendor i la seva misèria, abans que el protagonista partís cap a Amèrica. Aquest declara ser fill de La ilustre fregona cervantina, i nebot del Cavaller de la mà en el pit, i amb aquests noms presentarà a personatges que van des de Lope de Vega a l'Inca Garcilaso, passant per Martí de Porres o Juan Espera-en-Dios, el Jueu errant (que, d'una forma o una altra, apareix en totes les obres de la trilogia formada per Bomarzo, L'unicorn i El laberint).
A finals de la dècada, apareixen els contes de Cronicas reales (1967) i la novel·la De milagros y melancolías (1968). Esgotat per la labor de documentació i reconstrucció d'època de les seves novel·les anteriors, en aquestes obres adopta un to deliberadament burlesc, irònic, reescrivint la història europea (en Cronicas reales) i la de la conquesta d'Amèrica (en De milagros y melancolías).

### Retir aEl Paraísoi últims anys
El 1969 es va jubilar de la seva ocupació en La Nació, va vendre la seva casa del barri de Belgrano, on vivia des del 1936, i es va traslladar amb la seva família a una casona d'estil colonial situada a la zona de Cruz Chica, a uns 3 quilòmetres del centre de La Cumbre, Córdoba, anomenada "El Paradís", dissenyada per León Dourge i edificada el 1915. Ja instal·lat allí, va escriure la novel·la Cecil (1972), relat autobiogràfic narrat pel seu gos, el whippet Cecil.
Posteriorment va publicar El viaje de los siete demonios (1974), novel·la de tema esotèric (Mujica Láinez era un gran aficionat a les ciències ocultes, i se sap que a la seva biblioteca posseïa alguns antics llibres de demonología, els quals encara es conserven) i una sèrie de novel·les (Sergio, Los cisnes, El Gran Teatro) que reprenen l'ambient aristocràtic porteny de les seves primeres obres.
La seva última novel·la, El escarabajo (1982), tanca el cicle de novel·les històriques. Recorrent a un procediment ja usat amb anterioritat, la novel·la és protagonitzada per un anell egipci que, enfonsat al fons del mar, conta la seva vida i la de les seves posesores, des de la reina Nefertari fins a una milionària nord-americana, passant per la mà d'un dels assassins de Julio César o la de Michelangelo, entre d'altres. El seu últim llibre de contes, Un novelista en el Museo del Prado (1984) reprèn a la vegada tòpics fantàstics: els quadres del museu de Madrid cobren vida durant la nit.
Va morir a casa seva el 21 d'abril del 1984, amb 73 anys, a causa d'un edema pulmonar, i va ser sepultat en el cementiri de la localitat de Los Cocos. Va deixar sense finalitzar una novel·la, Los libros del sur.
Des del 1987 funciona a casa seva un museu dedicat a la seva vida i obra, que conserva tant la biblioteca (delmada durant gestions anteriors, durant les quals van desaparèixer al voltant de vint mil volums i va acabar en una causa judicial) com el mobiliari i diversos objectes que va anar adquirint en els seus viatges.
El juliol del 2014, la Fundació Mujica Láinez (presidida per la seva filla) va anunciar l'imminent tancament del Museu per falta de recursos per mantenir-lo, davant la qual cosa la ministra de Cultura Teresa Parodi va manifestar la seva intenció d'atorgar un subsidi mensual a la institució, subsidi que mai va arribar a materialitzar-se per desavinences entre les parts, mentre que al Congrés es va presentar un projecte per declarar-ho Monument Històric Nacional, cosa que finalment es va realitzar, en part, declarant l'immoble com a Patrimoni Històric Nacional, però sense arribar a rebre cap tipus d'ajuda econòmica. Al setembre del 2016, Ana Mujica es va reunir amb el Ministre de Cultura, Pablo Avelluto; encara que va haver-hi acords de col·laboració, no es va concretar cap ajuda. El març del 2017, la situació seguia sent precària, a causa de dificultats burocràtiques i el desinterès del govern provincial.

## Obra
La prosa de Mujica Láinez es considera "fluida i culta, de gust una mica arcaic, detallista i preciosista; defuig la paraula massa comuna, sense buscar no obstant això la desconeguda per al lector". És especialment hàbil en reconstruir ambients, gràcies a un dotat talent descriptiu i una gran formació com a crític d'art, a part de la seva rica inventiva i la seva excel·lència literària, enriquida pels coneixements d'història llegats a través dels seus avantpassats. L'autor, seduït per les doctrines esotèriques, creia amb fermesa en la reencarnació i va confessar escriure "per fugir del temps". Aquest és el tema de la major part de les seves obres.
En la seva narrativa poden establir-se dos vessants principals: el tema argentí (La casa, Los viajeros, Invitados en El Paraíso, El Gran Teatro) i les novel·les històriques (Bomarzo, El unicornio, El laberinto i El escarabajo).
Una característica recurrent en la seva obra és el tractament de la sexualitat i l'erotisme. Cultor d'una imatge de dandi frívol i ambigu, Mujica Láinez mai va ocultar la seva homosexualitat, i són nombroses les anècdotes sobre les seves relacions amb homes joves. En la seva literatura, aquesta orientació està present en diversos llibres, on en més d'una ocasió va narrar trobades de característiques homoeróticas (com a Bomarzo o Sergio) o bé va presentar personatges que van encarnar algun tipus de dissidència homoerótica, com en el cas de Melusina, protagonista de la novel·la El unicornio. També va escriure contes al·legòrics com La cabellera negra, on l'escamoteig de referències de gènere sobre els protagonistes del conte permet inferir que es tracta de dos amants varons.

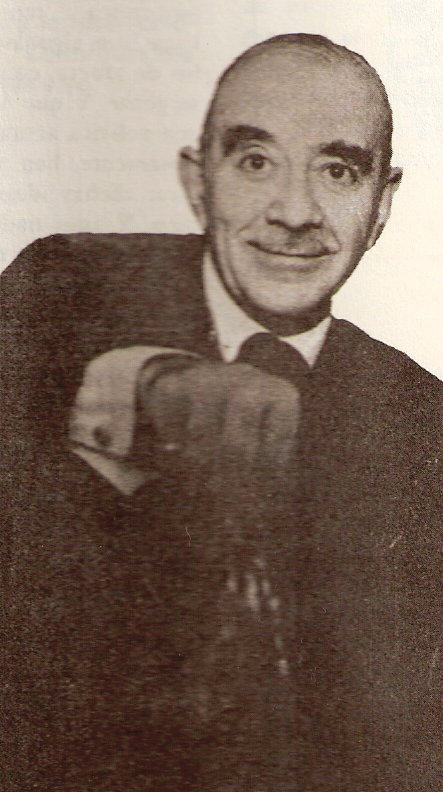
Manuel Mujica Lainez.

### Novel·les
- Don Galaz de Buenos Aires (1938)
- Saga portenya
  - Los ídolos (1953)
  - La casa (1954)
  - Los viajeros (1955)
  - Invitados en El Paraíso (1957)
- Bomarzo (1962)
- El unicornio (1965)
- De milagros y de melancolías (1968)
- Cecil (1972)
- El laberinto (1974)
- El viaje de los siete demonios (1974)
- Sergio (1976)
- Los cisnes (1977)
- El Gran Teatro (1979)
- El escarabajo (1982)

### Contes
- La Galera (1936)
- Aquí vivieron (1949)
- Misteriosa Buenos Aires (1950)
- Crónicas reales (1967)
- El brazalete y otros cuentos (1978)
- Un novelista en el Museo del Prado (1984)

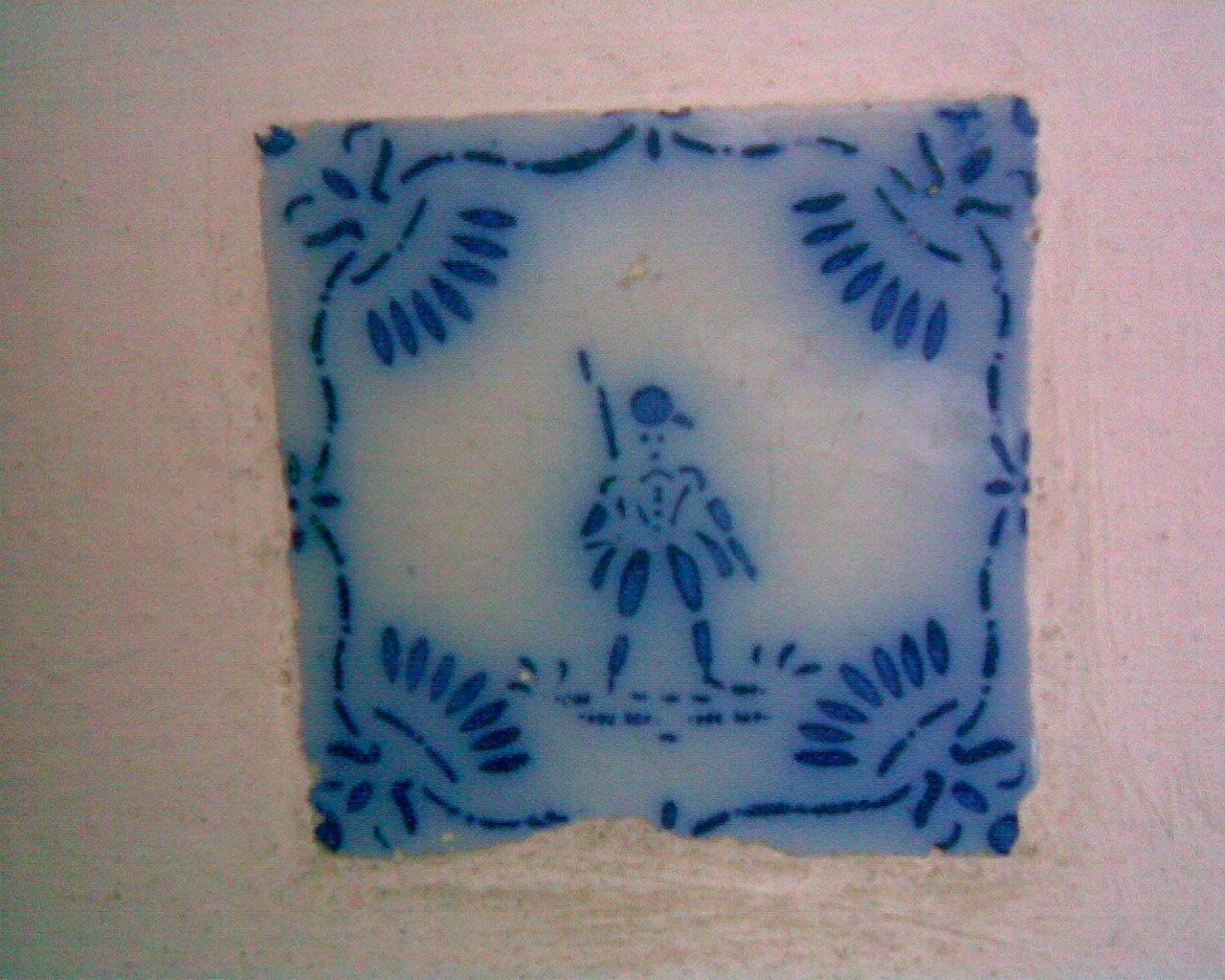
"El hombrecito del azulejo", obra inspirada en el conte homònim.

### Assajos
- Glosas castellanas (1936)
- Héctor Basaldúa (1956)
- Los porteños (1979)

### Biografies
- Lluís XVII (1925). Primer llibre escrit en francès per a l'aniversari del seu pare. Mecanografiat i enquadernat per la seva mare, aquest llibre únic va desaparèixer de la Fundació Manuel Mujica Láinez durant la presidència d'Eduardo Arnau i Inés de Allende de Goyanes (1994-2006).
- Miguél Cané (pare) (1942).
- Vida de Aniceto el Gallo, biografia d'Hilario Ascasubi (1943).
- Vida de Anastasio el Pollo, biografia d'Estanislao del Campo (1947).

### Traducció
- Quaranta-nou sonets de Shakespeare (1962)
- Les dones sàvies de Molière (1964)
- Les falses confidències de Pierre de Marivaux (1967)
- Fedra de Jean Racine (1972)

### Cròniques periodístiques
- Placeres y fatigas de los viajes I (1983)

### En col·laboració
- Canto a Buenos Aires (1943), poemes. Edició Kraft Ltda., amb il·lustracions d'Héctor Basaldúa.
- Estampas de Buenos Aires (1946), textos sobre Buenos Aires. Editorial Sudamericana, amb il·lustracions de Marie Elisabeth Wrede.
- Bomarzo (1967), llibret per a una òpera amb música d'Alberto Ginastera (Inclòs en Páginas de Manuel Mujica Láinez seleccionadas por su autor, 1982)
- Letra e imágenes de Buenos Aires (1977), textos de MML i fotografia d'Aldo Sessa.
- Más letras e imágenes de Buenos Aires (1978), textos de MML i fotografia d'Aldo Sessa.
- Nuestra Buenos Aires (1982), textos de MML i fotos d'Aldo Sessa.
- Jockey Club un siglo (1982), textos de MML i fotos d'Aldo Sessa.
- Vida y gloria del Teatro Colón (1983), textos de MML i fotos d'Aldo Sessa.

### Obres pòstumes
- Placeres y fatigas de los viajes II (1984)
- El retrato amarillo (1987), Amigos de Mujica Láinez, amb il·lustració de Raúl Alonso.
- Cuentos inéditos (1993), Planeta Biblioteca del Sur (Inclou El retrato amarillo).
- Genio y figura de Manuel Mujica Láinez (1996) - 2a Edició. Autor: Jorge Cruz. Editorial Universitària de Buenos Aires. (Inclou Los libres del Sur, novel·la inconclusa que MML va estar component fins a la seva mort).
- Los porteños II (1998), assajos.
- Cuentos completos I y II. Alfaguara, amb pròleg de Jorge Cruz (2001).
- Luminosa espiritualidat, Asunto Impreso Ediciones, recopilació de dibuixos (laberints) i textos de MML amb pròleg de Guillermo Whitelow (2004).
- El hombrecito del azulejo - Reedició del Conte de Misteriosa Buenos Aires per a la Col·lecció Pan Flauta d'Editorial Sudamericana, amb il·lustracions d'Alejandro Ravassi. (2004)
- La vídua del Greco Editorial ASPPAN / KLICZKOWSKI-ONLYBOOK - Col·lecció Mini letras - Selecció amb els relats: Ubaldo, La vídua del Greco i La mujer de Pablo (2005).
- Los domínios de la belleza, Fondo de Cultura Económica, antologia de contes i cròniques periodístiques seleccionades per Alejandra Laera (2005).
- El arte de viajar, Fondo de Cultura Económica, cròniques periodístiques seleccionades per Alejandra Laera (2007).
- Manuel Mujica Láinez en "El Paraíso", Maizal ediciones amb la Fundación Manuel Mujica Láinez i participació del Fondo Nacional de las Artes. (Inclou diari de MML sobre la compra de l'estada "El Paraíso") (2009).
- Cuentos escogidos, Editorial Sudamericana, selecció de Jorge Cruz i Gregory Clemons (2009).
- El hombrecito del azulejo - Reedició del conte en versió quatrilingüe (castellà, anglès, francès i alemany), Maizal ediciones amb el suport del Fondo Nacional de las Artes, amb il·lustracions de Sophie le Comte (2010).
- El gran teatro - Reedició publicada conjuntament per les Fundaciones del Teatro Colón i la Fundación Mujica Láinez amb fotografies del Teatro Colón, reproduccions dels esbossos de Parsifal d'Héctor Basaldúa i notes inèdites de l'escriptor. Disseny a càrrec de Sophie le Comte (2011).
- "La pintura ingènua" -Critica d'art. (2019)

## Filmografia
Intèrpret
- ...(Puntos suspensivos) (1970)
- Comedia rota (1978)

Llibre
- De la misteriosa Buenos Aires (1981)

## Reconeixements
- Electe membre de l'Acadèmia Argentina de Lletres (1956).
- Electe membre de l'Acadèmia Nacional de Belles arts el 1959.[21]

## Premis
- Gran Premi d'Honor de la SADE el 1955 a la seva novel·la La casa.
- Premi Nacional de Literatura el 1963 per la seva novel·la Bomarzo.
- Oficial de l'Ordre de les Arts i les Lletres el 1964.
- Comendador de l'Ordre del Mèrit el 1967 atorgat pel govern italià.
- La Legió d'Honor del Govern de França, el 1982.
- Ciutadà Il·lustre de la Ciutat Autònoma de Buenos Aires nomenat a poques setmanes de la seva mort 1984.